# 尼氏蛙頭杜父魚
尼氏蛙頭杜父魚，為輻鰭魚綱鮋形目杜父魚亞目貝湖魚科的其中一種，為溫帶淡水魚，分布於俄羅斯貝加爾湖水域，棲息深度4-476公尺，體長可達24公分，棲息在底層水域，生活習性不明。

## 扩展阅读
維基物種上的相關：尼氏蛙頭杜父魚